# محمية نفوسة

خريطة ليبيا

محمية نفوسة هي منطقة محمية في ليبيا، والتي تقع شمال شرق مدينة غريان، وعلي بعد 70 كم جنوب-جنوب غربي طرابلس. هناك 46 نوعًا على الأقل داخل المنطقة المحمية.

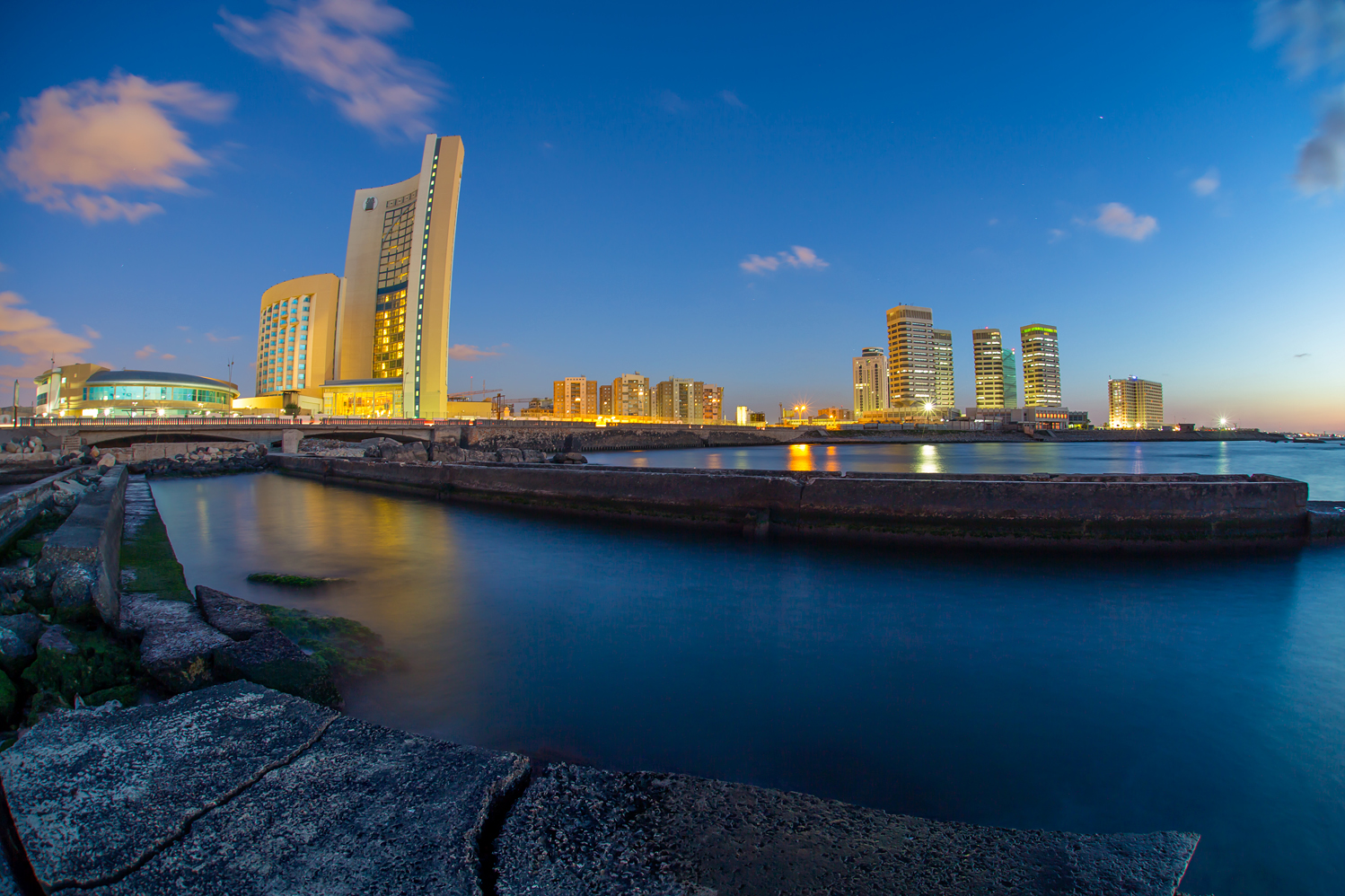
طرابلس ليلاً.

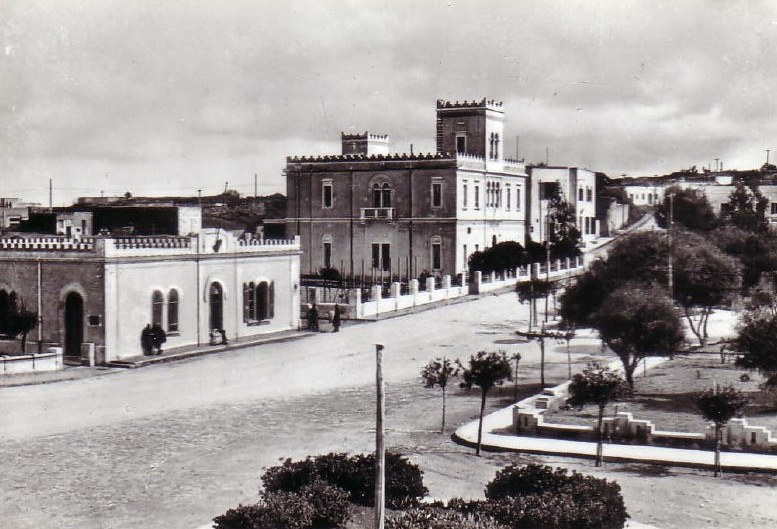
عراقة غريان